# 太原戦役
太原戦役（たいげんせんえき）は、第二次国共内戦後期の戦役の一つである。1948年10月に中国人民解放軍華北野戦軍などが徐向前の指揮により発動された戦役で、激烈な戦闘と包囲を経て1949年4月24日に太原が攻略し、山西省全域をほぼ支配することとなった戦役である。

## 背景
辛亥革命から後、閻錫山は長期にわたり山西省を統治していて、北洋政府、中原大戦及び日中戦争を経験してきた中国でも非常に重要な地方軍閥である。
日中戦争の太原会戦後、山西省の大部分は日本軍に占領された。閻錫山は最初は共産党と提携したが、晋西事変後、共産党勢力（新軍、決死隊（山西青年抗敵決死隊））とは汾陽と離石を主要な境界線として山西省を南北別々に支配した。閻は自己の利益を強固にするため、日本とはある程度提携した。
1945年日中戦争終結と前後し、閻錫山と日本軍は共同防共協議を成立させ、先手を打って部隊を派遣し太原に入り、あわせて残留日本軍部隊を接収した。共産党もまた山西省でその晋冀魯豫、晋察冀及び晋綏根拠地を急速に拡張した。1945年の上党戦役中に閻は上党地区の晋軍第19軍を派遣したが、劉伯承率いる晋冀魯豫野戦軍に殲滅され、この戦役で閻錫山の双兵力の3分の1が殲滅された。

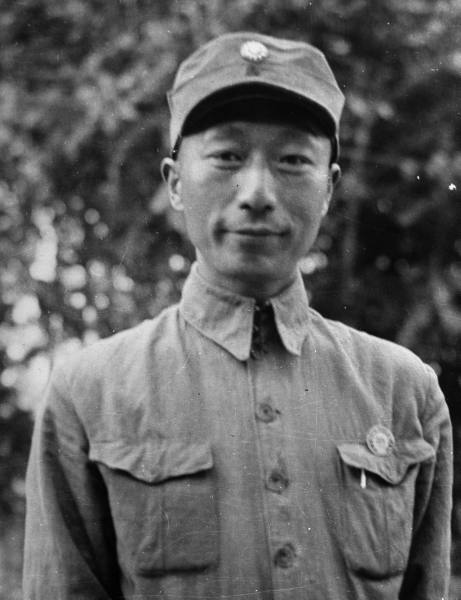
聶栄臻

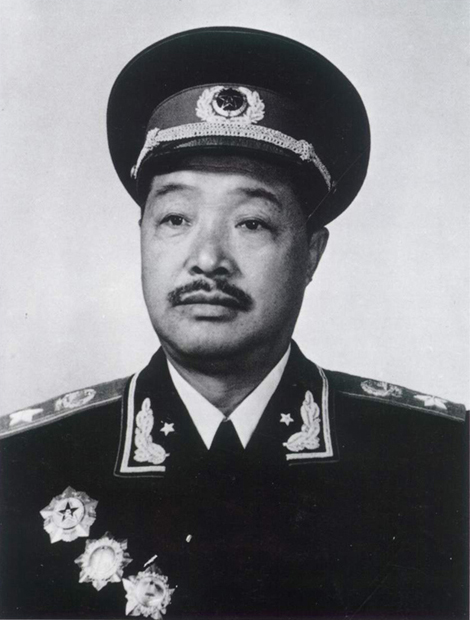
賀竜

1946年内戦が全面的に勃発すると、共産党は直ちに山西省占領を計画した。1946年の聞（喜）夏（県）、同蒲、臨（汾）浮（山）戦役と1947年の晋南攻勢の後、陳賡の部隊は山西省南部の大部分の地区を占領した。しかし、聶栄臻と賀竜の北線の「三路四城」 の奪取の過程はかえってうまく運ばなかった。1946年8月聶栄臻は大同集寧戦役を発動させたが、傅作義の巧妙な救援によって、聶栄臻の指揮はうまくいかず失敗に終わった。華北、陝西省北部の共産党軍はいったんはかなり受け身に立たされたが、1947年末には石家荘を攻略するまでになった。この後、開封などの大都市の攻略（豫東戦役など）に成功するようになり、堅固な防御施設を攻略する経験を積み重ねていった。

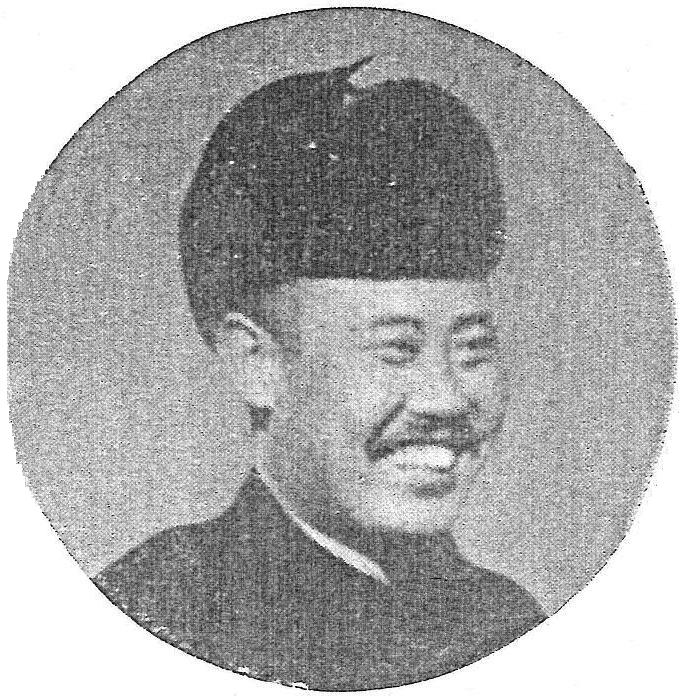
傅作義

1947年6から8月の間に、劉伯承と陳賡は主力部隊を分けて南の黄河を渡った。閻錫山と同郷で師弟の間柄 だった徐向前が留守の地方部隊を指揮し、少数の兵力をもって多数の敵に勝利し、運城戦役及び臨汾戦役（1948年春季）に連続して勝利した。1947年7月下旬に晋中戦役が終わり、徐向前の兵団は再び少をもって多に勝つこととなって、双方の力量がこれにより逆転することとなった。山西省は太原、大同を除きすべて解放軍により攻略された。しかし、山西派の傅作義は依然として帰綏（現フフホト市）から北平（現北京市）、天津の線を支配していた。
太原は三面を山に囲まれ、地形は険しく、また当時の北方で極めて重要な工業基地であり、太原の造兵廠は当時中国の長城以南で最大の造兵廠だった。5月、中国共産党中央は西柏坡（現石家荘市平山県西柏坡鎮）に進駐し、太原との距離は200キロメートル余りに過ぎなかった。太原は中国共産党中央の安全に直接脅威を与えるものとなった。日本の傀儡政権のときに太原の周囲にはトーチカ建設工事が行われ、市街防衛の堅固な施設であった。閻錫山が太原綏遠公署主任の時期には自身の統治を維持するために、「太原周辺の全ての交通の要衝と俯瞰できる地形を掌握する」という戦術目的の実現をし、太原に大規模な縦深環形防御体系を築いた。特別に「碉堡（トーチカ）建設局」を設置し、大量のトーチカの建設と補強を行った。
晋中戦役後、太原は外界との陸上交通はすべて遮断された。中国航空公司、中央航空運輸公司及び民航空運公司は太原への物資と軍隊の輸送の主要な役割を担うこととなった。1948年に太原が攻撃され陥落するまでの間、この航空3社は北平、天津、青島などから太原へ食糧や各種の物資を毎日輸送し、最高時には日量250トン60機以上に達した。この空輸費は中華民国国軍の軍費を大量に消費するものだった。

## 初期の作戦

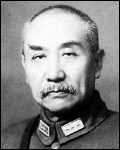
閻錫山

1948年9月、中国共産党中央は西柏坡で政治局拡大会議（九月会議）を召集開催し、ほぼ5年以内に「国民党の反動統治を徹底的に打倒する」と決定し、このため、核戦略区に第2次国共内戦の第3年に更に大規模な殲滅戦を行う準備を要求した。
華北軍区第1副司令員兼第1兵団司令員及び政治委員徐向前は病気を抱えながら、管轄下の第8縦隊、第13縦隊、第15縦隊、西北野戦軍第7縦隊並びに華北軍区砲兵第1旅団及び地方部隊の各独立旅団合計8万人余を指揮した。1948年9月28日、華北野戦軍第1兵団の周士弟、陳漫遠は連名で「太原進攻の戦術追加指示」を指揮下部隊に発し、併せて軍事委員会に報告を上げた。前線指揮員の周士弟の予定では、10月18日に太原への攻撃を開始し、外郭、城壁及び太原城の三段階に分けて連続して進攻するとした。

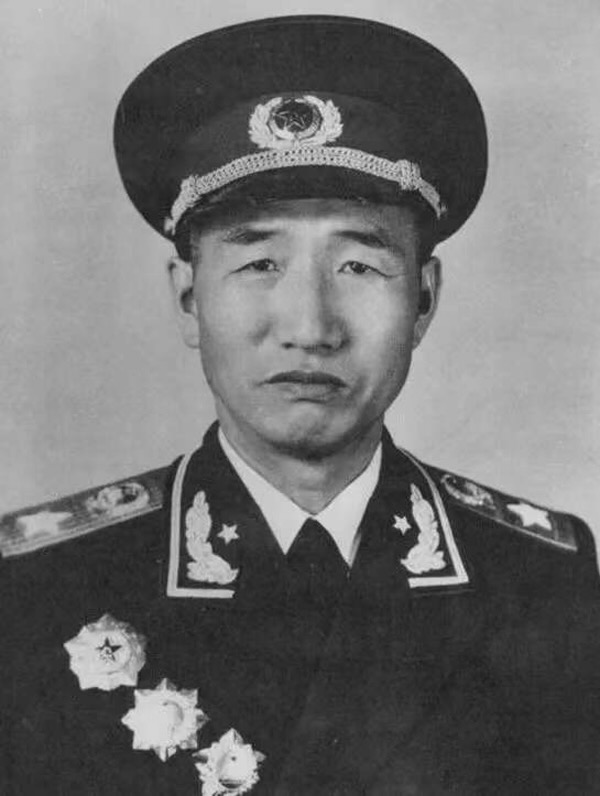
徐向前

閻錫山は済南戦役で衝撃を受けていて、守勢に立つ代わりに攻勢に出ることとし、10月初め7個師団の兵力を工事から離し積極的に出撃させ、武器食糧を拡充した。徐向前は3日の電信により中国共産党軍事委員会の当該部隊をすべて殲滅せよという決定を受けた。10月5日、華北野戦軍第8縦隊（王新亭）、第13縦隊（韋傑）は城南の閻錫山軍に進攻を開始した。小店で第8縦隊は暫編第44師団の大部分の部隊と暫編第45師団の一部を殲滅し、第44師団師団長李之得を捕虜とした。南黒窯、南畔村で第13縦隊は暫編第45師団の残りの部隊と親訓師団の一部を殲滅し、第45師団師団長鄭継国を捕虜とした。
10日、解放軍は太原飛行場と北営駅を占領した。同日、病気中の徐向前は石家荘から前線司令部に移動した。徐向前は前線司令部に到着すると直ちに「太原城地区の進攻にあたっては、まず城東の群山防衛線を攻略する必要があり、断固として牛駱寨、小窯頭、淖馬、山頭の四大要点を占領し支配下におく必要があり、この線はまた、閻錫山のいうところの「第二の堅固な防衛線」である。」との指示を出した。徐向前は、「南北両方向から、直接東山の四大要塞に割って入れば、この南北8キロメートルと長い陣地も太原と東山主峰の中間で必ず分断できる。」と考えていた。
15日になり、人民解放軍は完全に太原東南部の要害の高地である石嘴子陣地と和城東北の重要拠点風閣梁などを制圧した。太原戦役の初期の作戦で、解放軍は太原城の第1次防衛線を突破した。東城防御体系の南北に穴が開けられ、守備軍の外部からの航空援助は断絶することとなった。

## 中期の作戦

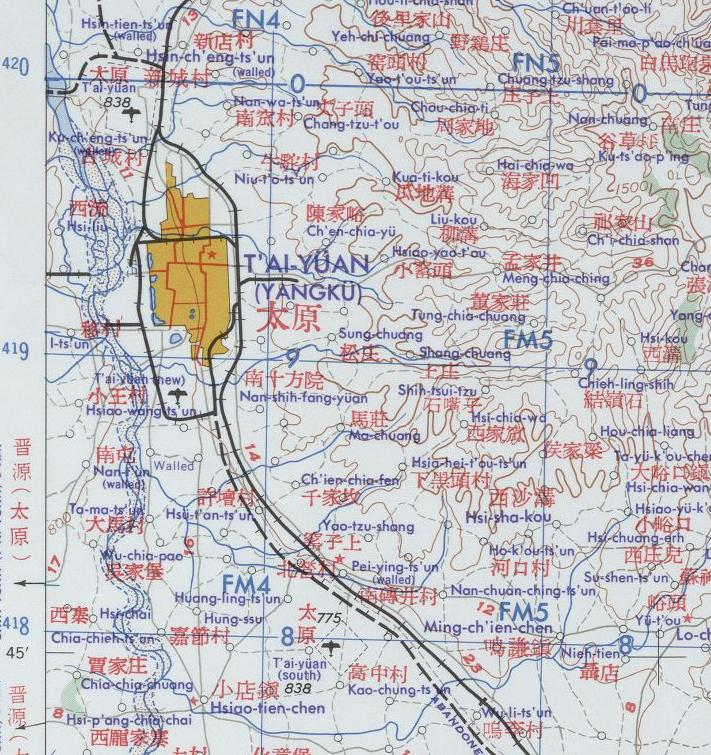
1954年版アメリカ軍地図-牛駝村、小窯頭、石嘴子、孟家井と多くの飛行場が表示されている。

晋中戦役と済南戦役の勝利は、太原外周の小店の戦闘は解放軍のすべてに太原攻略が比較的楽観できるとした。冬季の作戦行動を避けるため、解放軍は10月15日に太原戦役中期作戦を発動した。この段階で解放軍は地勢が平坦だが大兵力が守備している東南方向を迂回し、東山の防衛線を飛び越して、直接東山の主要なトーチカに攻撃をし、一挙に東山を切断することを企図した。これは太原攻撃で最も困難で、最も残酷な段階だった。
18日、現地共産党の秘密活動員の一人の案内により、西北野戦軍第7縦隊（彭紹輝）は小道から牛駱寨陣地（主陣地はトーチカとなっていた）を奇襲し、主要な陣地を占領した。19日の晩、第7縦隊の別の一部が大北尖などの重要陣地を攻略し、東山主峰の閻軍1個連隊（団）が投降した。第15縦隊の一部もまた石児梁を攻略した、しかし、第7縦隊の大北尖の貫通が終わっていなかったため、孟家井の3個連隊が太原に撤退してしまった。牛駝寨が攻略された後、閻軍は組織的かつ連続的に反攻し、国軍改編第30師団と残留日本軍を基幹とする第10総隊（今村方策）もまた援軍に来た。21日には、閻軍は牛駱寨を奪回した、けれども解放軍は孟家井以東を守備する閻軍を攻略できないでいて、閻軍は東山の全部を支配した。
10月26日、解放軍は再び四大要点に向かって攻撃を開始した。解放軍第15縦隊は15日間淖馬を攻撃し、閻軍第8総隊司令趙瑞の部下が戦場で投降し、淖馬争奪戦がようやく終結した。空輸されてきた国軍中央軍第83旅団と解放軍のもと皮定鈞旅団 が激戦を15日間行った後、解放軍第13縦隊は山頭を占領した。淖馬、山頭、小窯頭などの要塞が前後して攻略された後、解放軍は牛駝寨陣地を攻撃した。解放軍第7縦隊の度重なる進攻により最後には牛駝寨が奪取された。11月12日になり、解放軍は東山四大要点を完全に制圧した。閻軍の損失は20,000人以上となり、解放軍も死傷者16,500人余の人的代価を支払うこととなった。
その間、既に投降していた元国軍将校高樹勲を通じて、内戦に反対する国軍改編第30軍軍長黄樵松は解放軍に投降する準備の連絡をとっていた。その配下の戴炳南と仵徳厚は黄樵松の計画全般を閻錫山に報告していた。黄樵松は逮捕され死刑に処された。第1兵団政治部主任胡耀邦は黄樵松と代表して何度も交渉していて、もともとは胡耀邦が太原城内に潜入することとなっていた。後に別の人物が派遣され、計画の失敗とともに死刑に処された。
10月24日に、国民党軍華北剿匪総司令部は太原救援を目的とするためとして命名した「援晋兵団」を組織し、秘かに石家荘と中国共産党中央の所在する西柏坡の襲撃を企図した。中国共産党は既に察知し防備をしていた。このため11月初め、国民党軍は秘襲部隊を保定に撤収させた。

## 太原城の包囲と連合攻撃

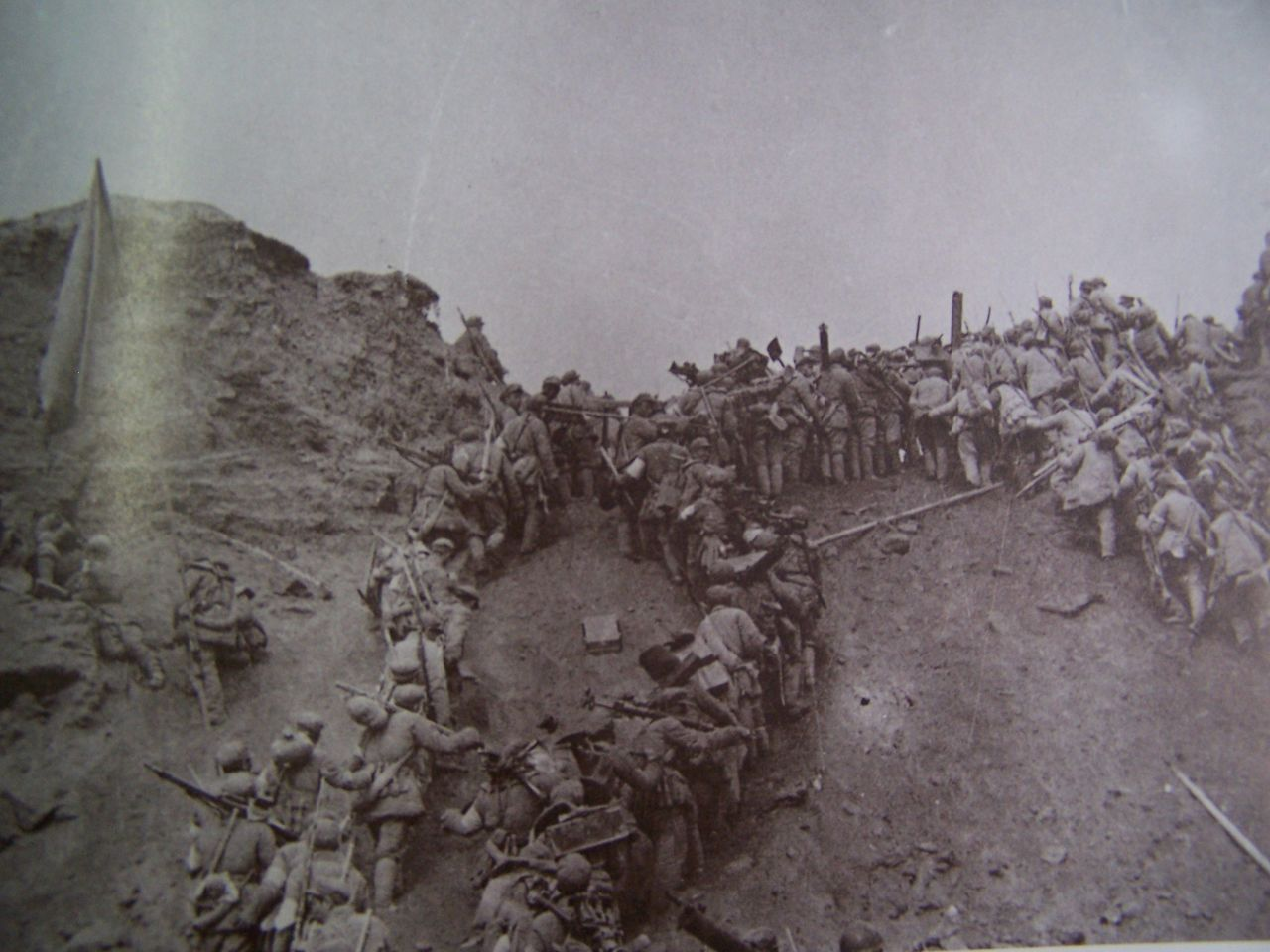
太原戦役で動員された民兵

東山四大要塞の争奪戦後、解放軍の参戦部隊は皆死傷者を多く出していて、疲労も極地に達していた。しかし、閻軍は国軍第83旅団の増援を得て、汾河以西と城北一帯の5か所の飛行場の応急修理を行い、外からの援助の道を回復した。遼瀋戦役の終結後、傅作義の集団は南方あるいは西方に退却することを防がれていたので、留まっていた。中国共産党中央軍事員会は林彪らの建議をもとに、1948年11月16日太原攻撃支援の電報指令を発出し、徐の部隊を1-2週間の間に数か所の要点と飛行場を制圧するため再度攻撃させた後、進攻を停止させた。その命令のとおり、解放軍晋中軍区の部隊は西山地区に進入し、汾河以西の飛行場を制圧した。同月、閻錫山はアメリカのタイムの記者取材を受けた時、彼が毒薬とガソリンの準備があることを見せて、太原城が攻め落とされた時に城に殉じるつもりであることを見せた。
12月1日、太原前線委員会は休息整備の指示が出され、太原戦役は軍事包囲に変わり、政治的には攻勢に転じ、軍事的には練兵段階となり、これに従い作戦方針を「包囲をもって瓦解させるを主とし、今までに確保した陣地を固守し、軍事的包囲と政治を瓦解させることを結合し、しだいに敵の力を削ぐ」と改定した。同時に、北岳集団（王平）を大同の包囲に派遣した。12月中旬、平津戦役と歩調を合わせるため、中国共産党はかつて第7縦隊と地方部隊で東山のいくつかの要点を守らせ、第8、第13、第15の3個縦隊を東の石家荘に派遣して傅作義の南への撤退を防ぐことを考えていた。元の計画では、太原戦役に参加することになっている華北野戦軍第2、第3兵団を改めて、傅作義に対する防備と張家口の包囲に派遣した。
1949年1月21日、傅作義と共産党の和平協議が成立し、平津戦役は終結した。1月末、西山反撃戦が発生した。解放軍地方部隊と閻軍とで西山陣地の争奪となって、最終的には解放軍が守りとおした。2月、第1兵団は番号を改め中国人民解放軍第18兵団となった。平津戦役の終結後、華北野戦軍第2、第3兵団（既に番号を第19、第20兵団に改めていた） と第4野戦軍第1砲兵師団（彭景文）が1949年3月から太原戦役に加えられた。太原前線の解放軍は総兵力32万人余と増強され、徐向前を中国共産党太原前線総委員会と太原前線司令部の書記として構成し、参戦部隊を統一指揮した。彭徳懐は西北へ帰還する途上に太原の前線に寄り、太原総攻撃作戦に参与し、太原攻略後、直ちに第19、第20兵団を率いて西北に赴いた。
1949年3月、太原守備指令王靖国の娘王瑞書は共産党から文書を受け太原に派遣され降伏を勧めたが、拒絶された。晋中戦役で捕虜となった閻軍高級将校の趙承綬も入城し降伏勧告を試みたが、またしても王の断固とした拒絶に遭った。太原城内の中国共産党地下党員張全禧は城の防御図を得ることに成功し、城外に送り出した。しかし、別の地下党の系統は捕えられ、元山西省政府主席趙戴文の息子趙宗復は再び捕えられた。けれども閻の旧交の情によって、趙宗復は処刑されなかった。
1949年3月末、閻錫山は代理総統李宗仁の招きに応じ空路南京に赴いた、軍政の大権を梁敦厚、王靖国、孫楚ら5人に委ねたが、再び山西省に帰ることはなかった。ひと冬の包囲が過ぎ、この時には、閻軍の物資は非常に困難な事態となっていた。空輸による補給は部隊の必要な糧食の半分に足らなかった。副食品は不十分で、半数以上の兵士は夜盲症を患った。 そして、解放軍の兵力は大いに補強された。もともとは徐の部隊は旧式な日本軍の装備の砲兵旅団を1個有していただけだったが、第4野戦軍第1砲兵師団は全部アメリカ指揮の大口径火砲を装備して来ていて、太原前線の大小の火砲は総計1,300門以上で、また東北野戦軍の提供により弾薬も充足していた。
4月3日、徐向前、周士第、羅瑞卿は攻城計画を申告してその承認を得た。具体的な計画は、第20兵団は城の東北から、第19兵団は西から、第18兵団は東から分かれて進攻を始め、4月15日に開始し、半月から1か月以内に完了するというものであった。4月9日、解放軍は外郭の拠点へ進攻を開始した。中国共産党と李宗仁政府の和平交渉に合わせるため、総攻撃の時間は22日に延ばされた。17日、徐向前はいつでも太原に進攻してかまわないとの許可を得た。4月20日、北平での和平交渉は決裂した。解放軍は絶対的な兵力と優勢な火砲で、全線で総攻撃を開始した。 これと同時に、解放軍は渡江戦役を開始した。4月22日、解放軍は城外郭の双塔寺要塞と臥虎山要塞を攻撃占領した。太原外郭作戦はすべて終結し、城の郊外の国軍は殲滅され、太原守備軍の総兵力の約80%に達した。解放軍太原前線司令部は引き続き「太原に立てこもる敵官兵に告げる書」と「閻錫山への最終警告書」を発表したが、太原守備軍は変わらずに拒否し、投降しなかった。
4月24日、太原城に向かって総攻撃が開始され、25日になり、市街戦も終結した。山西省代理主席梁敦厚と閻慧卿（閻錫山の五番目の妹）らは集団自殺し、閻錫山は「太原の五百の完全無欠な人々」と称えた。（精査を経た後に自殺と確認されたのは46人であった。別の学者の推計では、自殺者は多く見積もって100から200人とされた。）太原守備軍の3万余名は全滅し、王靖国、孫楚、日本人の今村方策及び岩田清一らは生きて捕えられた。

## 影響
太原攻略の1週間後、大同守備軍は平和的な改編を受入れ、新郷も5月5日に受入れたので、共産党は山西省全域をほぼ支配することとなった。太原戦役の影響で、帰綏も9月19日に抵抗なくに改編された。閻錫山は後に広州に逃れ、1949年6月に中華民国行政院長に就任した。5月、徐向前は病気により第18兵団を離れた。
毛沢東は1949年初めの報告の中で次のように考えた。「平津、淮海、太原、大同の諸戦役以後、もちろん国民党政権は我々によって既にほぼ打倒されただろうか。その軍事主力が既に殲滅されたというこの一点からいうならば、もちろんこのように言うことができる」
朱徳は1948年10月の第1次戦局戦況報告会で、次のように述べた。「太原が陥落されたという戦略的意義は大きい。たとえ打開できなくとも、長期の包囲は敵を餓死させた。我々は、太原の部隊を攻撃したが、太岳軍区の第8縦隊以外のその他の部隊はすべて新規に編成された部隊であり、そのため戦術上や守りの堅い陣地攻撃の技術が熟練していない。しかし、このような部隊でも、簡単ではないがこのような大都市を攻略することができる」